# 1170
Il 1170 (MCLXX in numeri romani) è un anno  del XII secolo.

## Eventi
- Gli Aztechi si stanziano nell'attuale Messico
- 4 giugno – Viene sottoscritto il trattato di Sahagún tra Alfonso VIII di Castiglia e Alfonso II d'Aragona

## Nati
- 9 maggio - Valdemaro II di Danimarca, re danese († 1241)
- 20 novembre - Edmondo di Canterbury, religioso, arcivescovo cattolico e santo inglese († 1240)
- Ermengarda de Beaumont, regina
- Ludmilla di Boemia, nobile boema († 1240)
- Hubert de Burgh, nobile inglese († 1243)
- Henry I Clément, militare francese († 1214)
- Domenico di Guzmán, presbitero spagnolo († 1221)
- Diego d'Acebo, vescovo cattolico spagnolo († 1207)
- Enrico I di Anhalt, nobile tedesco († 1252)
- Azzo VI d'Este, condottiero italiano († 1212)
- Isabella di Hainaut, regina fiamminga († 1190)
- Rodrigo Jiménez de Rada, vescovo cattolico spagnolo († 1247)
- Margherita di Blois, nobile († 1230)
- Asukai Masatsune, poeta giapponese († 1221)
- Bonconte I da Montefeltro, condottiero italiano († 1241)
- Mukhali, mongolo († 1223)
- Ottone I di Borgogna, conte († 1200)
- Pietro di Castelnau, religioso francese († 1208)
- Romeo di Villanova, politico francese († 1250)
- Sighvatur Sturluson, poeta islandese († 1238)
- Sofia di Wittelsbach, nobile tedesca († 1238)
- Zhao Rugua, scrittore cinese († 1231)
- Roger de Lacy, militare e nobile inglese († 1211)
- Al-Dakhwar, medico arabo († 1230)
- Minamoto no Ienaga, poeta giapponese († 1234)

## Morti
- 23 aprile - Minamoto no Tametomo, militare giapponese (n. 1139)
- 30 aprile - Gastone V di Béarn, nobile francese
- 21 maggio - Godric, monaco cristiano e compositore inglese
- 25 luglio - Rinaldo II di Bar, nobile
- 4 settembre - Santa Rosalia, santa italiana (n. 1130)
- 6 settembre - Qutb al-Din Mawdud, sovrano siriano (n. 1130)
- 14 novembre - Giovanni da Tufara, italiano (n. 1084)
- 18 novembre - Alberto I di Brandeburgo, nobile tedesco (n. 1100)
- 15 dicembre - Marino, abate italiano
- 17 dicembre - Wivine di Gran Bigard, badessa belga (n. 1103)
- 18 dicembre - Al-Mustanjid, califfo (n. 1124)
- 29 dicembre - Tommaso Becket, arcivescovo cattolico inglese (n. 1118)
- Benincasa di Pisa, presbitero italiano
- Ranieri Bottacci, politico e diplomatico italiano
- Carlo II, vescovo cattolico italiano
- Abu Hamid al-Gharnati, viaggiatore spagnolo (n. 1080)
- Mstislav II di Kiev, principe
- Ottone I di Ravensberg, nobile tedesco
- Ruben II d'Armenia, principe (n. 1165)
- Owain Gwynedd, re gallese
- Hywel ab Owain Gwynedd, poeta e nobile gallese (n. 1130)
- Ebolo III di Ventadorn, nobile francese

## Calendario
| Calendario 1170 | Calendario 1170 | Calendario 1170 | Calendario 1170 | Calendario 1170 | Calendario 1170 | Calendario 1170 | Calendario 1170 | Calendario 1170 | Calendario 1170 | Calendario 1170 | Calendario 1170 | Calendario 1170 | Calendario 1170 | Calendario 1170 | Calendario 1170 | Calendario 1170 | Calendario 1170 | Calendario 1170 | Calendario 1170 | Calendario 1170 | Calendario 1170 | Calendario 1170 | Calendario 1170 | Calendario 1170 | Calendario 1170 | Calendario 1170 | Calendario 1170 | Calendario 1170 | Calendario 1170 | Calendario 1170 | Calendario 1170 | Calendario 1170 |
| --------------- | --------------- | --------------- | --------------- | --------------- | --------------- | --------------- | --------------- | --------------- | --------------- | --------------- | --------------- | --------------- | --------------- | --------------- | --------------- | --------------- | --------------- | --------------- | --------------- | --------------- | --------------- | --------------- | --------------- | --------------- | --------------- | --------------- | --------------- | --------------- | --------------- | --------------- | --------------- | --------------- |
|                 | 1               | 2               | 3               | 4               | 5               | 6               | 7               | 8               | 9               | 10              | 11              | 12              | 13              | 14              | 15              | 16              | 17              | 18              | 19              | 20              | 21              | 22              | 23              | 24              | 25              | 26              | 27              | 28              | 29              | 30              | 31              |                 |
| Gennaio         | Gi              | Ve              | Sa              | Do              | Lu              | Ma              | Me              | Gi              | Ve              | Sa              | Do              | Lu              | Ma              | Me              | Gi              | Ve              | Sa              | Do              | Lu              | Ma              | Me              | Gi              | Ve              | Sa              | Do              | Lu              | Ma              | Me              | Gi              | Ve              | Sa              |                 |
| Febbraio        | Do              | Lu              | Ma              | Me              | Gi              | Ve              | Sa              | Do              | Lu              | Ma              | Me              | Gi              | Ve              | Sa              | Do              | Lu              | Ma              | Me              | Gi              | Ve              | Sa              | Do              | Lu              | Ma              | Me              | Gi              | Ve              | Sa              |                 |                 |                 |                 |
| Marzo           | Do              | Lu              | Ma              | Me              | Gi              | Ve              | Sa              | Do              | Lu              | Ma              | Me              | Gi              | Ve              | Sa              | Do              | Lu              | Ma              | Me              | Gi              | Ve              | Sa              | Do              | Lu              | Ma              | Me              | Gi              | Ve              | Sa              | Do              | Lu              | Ma              |                 |
| Aprile          | Me              | Gi              | Ve              | Sa              | Do              | Lu              | Ma              | Me              | Gi              | Ve              | Sa              | Do              | Lu              | Ma              | Me              | Gi              | Ve              | Sa              | Do              | Lu              | Ma              | Me              | Gi              | Ve              | Sa              | Do              | Lu              | Ma              | Me              | Gi              |                 |                 |
| Maggio          | Ve              | Sa              | Do              | Lu              | Ma              | Me              | Gi              | Ve              | Sa              | Do              | Lu              | Ma              | Me              | Gi              | Ve              | Sa              | Do              | Lu              | Ma              | Me              | Gi              | Ve              | Sa              | Do              | Lu              | Ma              | Me              | Gi              | Ve              | Sa              | Do              |                 |
| Giugno          | Lu              | Ma              | Me              | Gi              | Ve              | Sa              | Do              | Lu              | Ma              | Me              | Gi              | Ve              | Sa              | Do              | Lu              | Ma              | Me              | Gi              | Ve              | Sa              | Do              | Lu              | Ma              | Me              | Gi              | Ve              | Sa              | Do              | Lu              | Ma              |                 |                 |
| Luglio          | Me              | Gi              | Ve              | Sa              | Do              | Lu              | Ma              | Me              | Gi              | Ve              | Sa              | Do              | Lu              | Ma              | Me              | Gi              | Ve              | Sa              | Do              | Lu              | Ma              | Me              | Gi              | Ve              | Sa              | Do              | Lu              | Ma              | Me              | Gi              | Ve              |                 |
| Agosto          | Sa              | Do              | Lu              | Ma              | Me              | Gi              | Ve              | Sa              | Do              | Lu              | Ma              | Me              | Gi              | Ve              | Sa              | Do              | Lu              | Ma              | Me              | Gi              | Ve              | Sa              | Do              | Lu              | Ma              | Me              | Gi              | Ve              | Sa              | Do              | Lu              |                 |
| Settembre       | Ma              | Me              | Gi              | Ve              | Sa              | Do              | Lu              | Ma              | Me              | Gi              | Ve              | Sa              | Do              | Lu              | Ma              | Me              | Gi              | Ve              | Sa              | Do              | Lu              | Ma              | Me              | Gi              | Ve              | Sa              | Do              | Lu              | Ma              | Me              |                 |                 |
| Ottobre         | Gi              | Ve              | Sa              | Do              | Lu              | Ma              | Me              | Gi              | Ve              | Sa              | Do              | Lu              | Ma              | Me              | Gi              | Ve              | Sa              | Do              | Lu              | Ma              | Me              | Gi              | Ve              | Sa              | Do              | Lu              | Ma              | Me              | Gi              | Ve              | Sa              |                 |
| Novembre        | Do              | Lu              | Ma              | Me              | Gi              | Ve              | Sa              | Do              | Lu              | Ma              | Me              | Gi              | Ve              | Sa              | Do              | Lu              | Ma              | Me              | Gi              | Ve              | Sa              | Do              | Lu              | Ma              | Me              | Gi              | Ve              | Sa              | Do              | Lu              |                 |                 |
| Dicembre        | Ma              | Me              | Gi              | Ve              | Sa              | Do              | Lu              | Ma              | Me              | Gi              | Ve              | Sa              | Do              | Lu              | Ma              | Me              | Gi              | Ve              | Sa              | Do              | Lu              | Ma              | Me              | Gi              | Ve              | Sa              | Do              | Lu              | Ma              | Me              | Gi              |                 |